# Hemibagrus wyckioides
Hemibagrus wyckioides, chiamato comunemente pesce gatto coda rossa asiatico, baung comune, pla kayeng thong (Thailandia), trey khya o chhar (Cambogia) o pa kheung (Laos) è un pesce gatto della famiglia Bagridae Esso è da non confondersi con il pesce gatto coda rossa (Phractocephalus hemiliopterus), che vive nei fiumi del sud America.

## Distribuzione e habitat
Il pesce gatto coda rossa asiatico vive nelle acque dei fiumi Mekong, Chao Phraya, Maeklong e nelle acque della penisola Thailandese in generale. Si trova perciò negli stati di Cambogia, Laos e Thailandia. Essa è una specie demersale, ovvero che nuota e si nutre nelle vicinanze del fondo, preferendo fondali rocciosi e irregolari. Durante i periodi di piena dei fiumi, è solito abitare la foresta allagata circostante.

## Descrizione
Il pesce gatto coda rossa asiatico cresce sino alla lunghezza massima di 130cm circa, ma la lunghezza media è di circa 50cm. il peso più alto mai registrato è stato di 86 kg. La caratteristica che gli ha dato il nome è la coda biforcuta che, negli esemplari di lunghezza superiore a circa 15cm, e di un rosso vivo. L'unica pinna dorsale è dotata di 1 raggio spinoso e 7-8 raggi molli, mentre la pinna anale è dotata di 52-53 raggi molli. Ha una pinna adiposa piuttosto grande, la cui base è lunga circa il 18,7-25,7% del resto del corpo. Possiede ben 4 paia di barbigli, due dei quali, i più lunghi, si protendono dalla mascella sino ad arrivare circa a metà della pinna adiposa.

## Biologia

### Riproduzione
Il pesce gatto coda rossa asiatico non è una specie che compie migrazioni a scopo riproduttivo, ma si riproduce nello stesso luogo in cui vive abitualmente.

### Spostamenti
Esso non è una specie migratoria, ma è solito recarsi nella foresta allagata intorno al fiume nei periodi di piena.

### Dieta
Si nutre principalmente di crostacei, come gamberi e granchi, di pesci e di insetti.

## Relazione con l'uomo
Il pesce gatto coda rossa asiatico viene considerato una fonte di cibo in Asia. viene comunemente commercializzato fresco nei mercati locali. Questo pesce viene comunemente allevato per essere mangiato e, in secondo piano, dagli appassionati di acquari.